# Файви, Фрейзер
Фре́йзер Фа́йви (англ. Fraser Fyvie; 27 марта 1993, Абердин, Шотландия) — шотландский футболист, полузащитник «Коув Рейнджерс».

## Ранние годы
Фрейзер родился 27 марта 1993 года в шотландском городе Абердин.
Начальное образование получил в муниципальной школе «Кингсфорд энд Феррихилл» (англ. Kingsford and Ferryhill Primary's), затем продолжил своё обучение в Академии «Хазлхед» (англ. Hazlehead Academy).

## Клубная карьера

### «Абердин»
Файви является воспитанником клуба «Абердин». Летом 2009 года, задолго до окончания Фрейзером Академии «красных», руководство «донс» предложило талантливому полузащитнику подписать с командой профессиональный контракт. Молодой игрок не стал терять такую возможность, и 1 августа соглашение было заключено.
Уже 22 августа Файви дебютировал в первом составе «Абердина» в поединке против «Гамильтон Академикал». Фрейзеру на тот момент было всего 16 лет и 4 месяца, что сделало молодого полузащитника самым юным игроком «красных», игравшим в матче чемпионата Шотландии. Примечательно, что дебютная игра Файви не вышла «комом», и он был удостоен за своё первое выступление звание лучшего игрока матча.
27 января 2010 года Фрейзер забил свой первый гол за «донс», поразив ворота «Харт оф Мидлотиан». Тем самым он побил рекорд шотландской Премьер-лиги, став самым молодым игроком, которому удалось забить мяч. Предыдущее достижение принадлежало футболисту «Данди Юнайтед» Дэвиду Гудвилли. На следующий день Файви подписал с «Абердином» новый 3-летний контракт. Продемонстрировав отличную игру в январе, Файви удостоился звания «Молодого игрока месяца». Всего в сезоне 2009/10 он сыграл 27 матчей, забил один гол.
24 августа 2010 года в поединке Кубка Лиги против «Аллоа Атлетик» Фрейзер получил тяжелейшую травму — разрыв крестообразных связокл. Медицинское обследование выявило, что Файви выбыл строя до конца сезона 2010/11. Наставник «красных», Марк Макги, так прокомментировал это событие: 
Это очень тяжёлый удар, как для самого Фрейзера, так и для всего нашего клуба. Я не буду настаивать на ускоренных сроках восстановления Файви — наоборот, в «Абердине» сделают всё, чтобы этот юный футболист прошёл процесс восстановления спокойно и без спешки. Обещаю, что мы окружим Фрейзера заботой — ведь в свете его таланта и возраста очень важно, чтобы он полноценно вернулся на поле.
 На поле Файви вернулся 7 мая 2011 года, выйдя на замену вместо Ника Блэкмана на 66-й минуте встречи с «Сент-Джонстоном».
Оправившись от травмы, полузащитник вновь завоевал место в основном составе «Абердина». 30 сентября 2011 года Фрейзер забил свой первый гол в новом сезоне, отличившись в поединке с «Данфермлин Атлетик». 10 декабря Файви впервые в профессиональной карьере был удалён с поля за фол и оскорбительные выражения, которые он позволил себе по отношению к лайнсмену. Случилось это в противостоянии с «Сент-Мирреном». 14 февраля 2012 года Фрейзер удвоил число своих голов в футбольном году, «распечатав» ворота клуба «Куин оф зе Саут» в рамках Пятого раунда национального Кубка.

### «Уиган Атлетик»
Ещё зимой 2012 года молодой хавбек отказался продлевать контракт с «Абердином», мотивируя это желанием попробовать свои силы в Англии. Руководствуясь категоричностью Файви, а также тем, что текущее соглашение Фрейзера с «красными» истекало лишь в середине сезона 2012/13, главный тренер клуба Крейг Браун объявил, что «донс» «открыты для предложений по футболисту». Практически сразу об интересе к Фрейзеру заявили два коллектива английской Премьер-лиги — «Фулхэм» и «Уиган Атлетик». 14 июля Файви присоединился к последним, заключив с «латикс» 3-летнее соглашение о сотрудничестве. Сумма трансфера не сообщалась.
28 августа Джейми дебютировал в официальной игре за «Уиган», выйдя на замену на 76-й минуте поединка Кубка английской лиги против «Ноттингем Форест».

### Клубная статистика
| Клуб                     | Сезон                    | Чемпионат | Чемпионат | Кубок | Кубок | Кубок Лиги | Кубок Лиги | Еврокубки | Еврокубки | Итого | Итого |
| Клуб                     | Сезон                    | Игры      | Голы      | Игры  | Голы  | Игры       | Голы       | Игры      | Голы      | Игры  | Голы  |
| ------------------------ | ------------------------ | --------- | --------- | ----- | ----- | ---------- | ---------- | --------- | --------- | ----- | ----- |
| Абердин                  | 2009/10                  | 26        | 1         | 1     | 0     | —          | —          | —         | —         | 27    | 1     |
| Абердин                  | 2010/11                  | 5         | 0         | —     | —     | 1          | 0          | —         | —         | 6     | 0     |
| Абердин                  | 2011/12                  | 27        | 1         | 5     | 1     | 1          | 0          | —         | —         | 33    | 2     |
| Всего за «Абердин»       | Всего за «Абердин»       | 58        | 2         | 6     | 1     | 2          | 0          | 0         | 0         | 66    | 3     |
| Уиган Атлетик            | 2012/13                  | —         | —         | 4     | 0     | 3          | 0          | —         | —         | 7     | 0     |
| Всего за «Уиган Атлетик» | Всего за «Уиган Атлетик» | 0         | 0         | 4     | 0     | 3          | 0          | 0         | 0         | 7     | 0     |
| Всего за карьеру         | Всего за карьеру         | 58        | 2         | 10    | 1     | 5          | 0          | 0         | 0         | 73    | 3     |

(откорректировано по состоянию на 17 февраля 2013)

## Сборная Шотландии
С 15-летнего возраста Файви выступает за различные молодёжные сборные Шотландии, где неизменно становится капитаном команды.

## Достижения

### Командные достижения
«Уиган Атлетик»
- Обладатель Кубка Англии: 2012/13

 «Хиберниан»
- Обладатель Кубка Шотландии: 2015/16

### Личные достижения
- Молодой игрок месяца шотландской Премьер-лиги: январь 2010

## Личная жизнь
Фрейзер с рождения страдает бронхиальной астмой. В свободное время Файви любит ходить в кино и играть в видеоигры. Образцом для подражания на футбольном поле у Фрейзера служит француз Зинедин Зидан.